# Kyle Alessandro
Kyle Alessandro (Levanger, 2006. március 10. – ) norvég énekes. Ő képviselte Norvégiát a 2025-ös Eurovíziós Dalfesztiválon Bázelben, az Lighter című dallal.

## Magánélete
2006. március 10-én született Levangerben. Steinkjerben, valamint Trondheimban nőtt fel. Édesanyja norvég, édesapja spanyol származású.

## Pályafutása
2017-ben, tízévesen részt vett a Norske Talenter című tehetségkutató műsorban. Ezt követően szerepelt az Allsang på grensen televíziós műsorban. Ugyanebben az évben jelent meg Første kapittel című debütáló albuma.

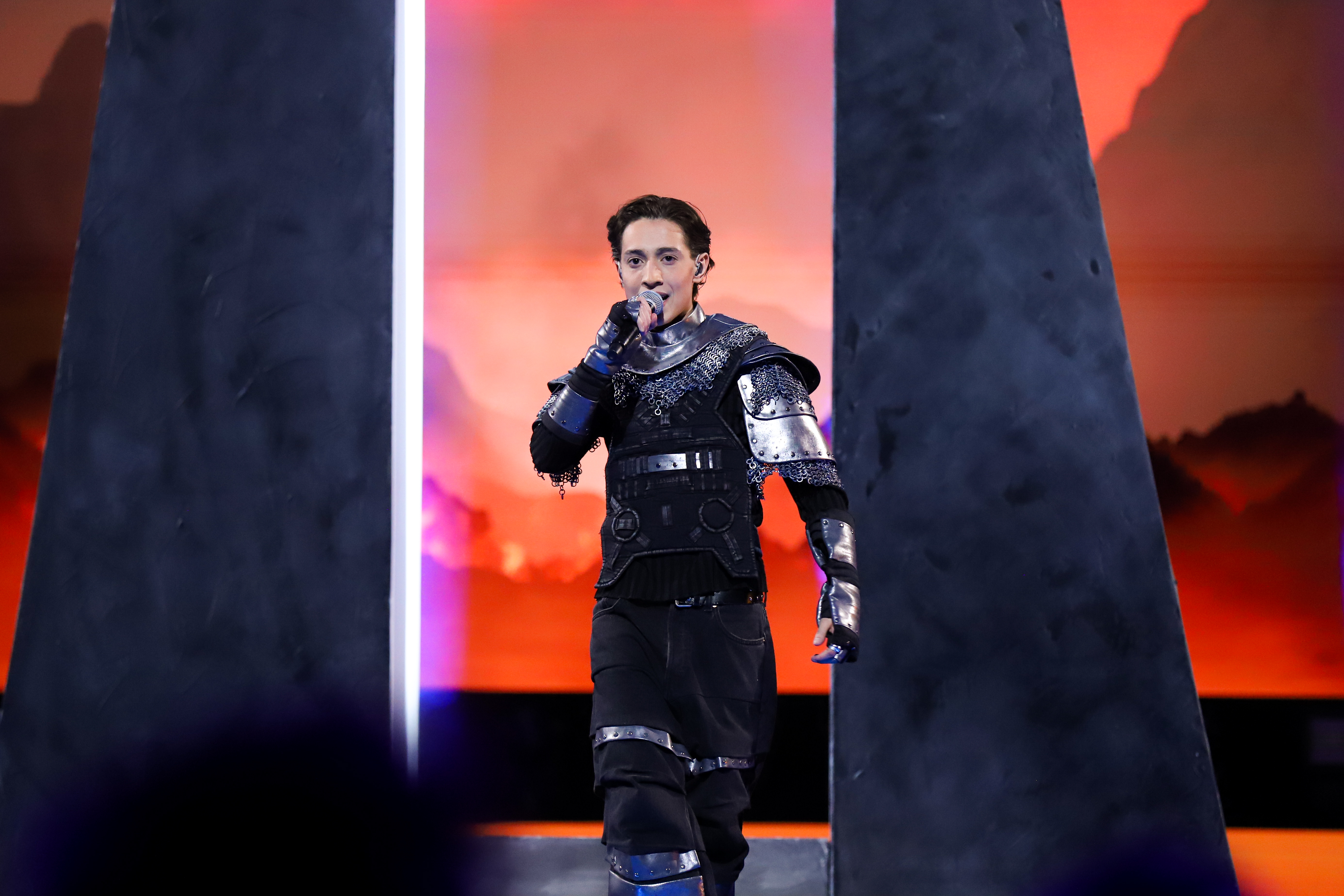
A 2025-ös norvég nemzeti döntőben

2023-ban az Umami Tsunami tagjaként szerepelt a norvég eurovíziós nemzeti válogatóban, a Melodi Grand Prix-n. Geronimo című dalukkal továbbjutottak a február 4-i döntőbe, ahol az utolsó helyezést értek el. 2025. január 16-án a Norsk rikskringkasting bejelentette, hogy az énekes résztvevője lesz a 2025-ös Melodi Grand Prix-nek. Lighter című versenydalával megnyerte a február 15-én rendezett döntőt, ahol a nemzetközi zsűri valamint a közönség pontjai alakították ki a végeredményt, így ő képviselhette hazáját az Eurovíziós Dalfesztiválon. A verseny május 13-án rendezett első elődöntőjéből nyolcadik helyezettként jutott tovább a döntőbe, ahol végül a tizennyolcadik helyen végzett.

## Diszkográfia

### Stúdióalbumok
- Første kapittel (2017)
- Evig & alltid (2023)

### Kislemezek
- Din sang (2017)
- Boomerang (2017)
- Som du e (2018)
- Dødskul (2018)
- Señorita (2018)
- Hoodie (2018)
- Fly med meg (2019)
- Hun er forelska i lærer’n (2019)
- Mi Corazón (2019)
- Solo (2022)
- Rodeo (2024)
- Pulse (2025)
- Lighter (2025)

### Közreműködések
- Kommer du? (2024, Hilmer)